# نادي ورزشي ميوند
نادي ورزشي ميوند لكرة القدم (بالفارسية: باشگاه ورزشی میوند) ، هي نادي رياضي في العاصمة الأفغانية كابل ، أسست سنة 1969م، وهي أحد أقدم الأندية الأفغانية، توفر رياضة كرة القدم بجانب رياضة المصارعة والتيكواندو.

## وصلات خارجية
- Official website
- Afghanistan – Data before 2002 (rsssf.com)
- Maiwand (weltfussball.de)
- Maiwand FC (national-football-teams.com)